# Trominó

Todos los trominós libres posibles

Un trominó o 3-ominó es un poliominó de orden 3, es decir, un polígono plano formado por tres cuadrados de igual tamaño conectados entre sí arista con arista.

## Simetría y enumeración
Cuando las rotaciones y las reflexiones no se consideran formas distintas, solo hay dos trominós libres diferentes: "I" y "L" (la forma de "L" también se denomina "V").
Dado que ambos trominós libres tienen simetría especular, también son los dos únicos trominós "unilaterales" (trominós con reflejos considerados distintos). Cuando las rotaciones también se consideran distintas, hay seis trominós "fijos": dos en forma de I y cuatro en forma de L. Se pueden obtener girando las formas anteriores 90°, 180° y 270°.

## Repiteselas y teorema del trominó de Golomb

Disección geométrica de un L-trominó. (rep-4)

Ambos tipos de trominós se pueden dividir en n2 trominós más pequeños del mismo tipo, para cualquier número entero n > 1. Es decir, son repiteselas. Continuar esta disección de forma recursiva conduce a un teselado del plano, que en muchos casos es un teselado aperiódico. En este contexto, el L-trominó se llama silla, y su teselado mediante subdivisión recursiva en cuatro L-trominós más pequeños se llama teselado silla.5.
Motivado por el problema del tablero de ajedrez mutilado, Solomon W. Golomb utilizó este mosaico como base para lo que se conoce como el teorema del trominó de Golomb: si se elimina cualquier casilla de un tablero de ajedrez 2n × 2n, el tablero restante se puede cubrir completamente con L-trominós. Para demostrar este enunciado mediante inducción matemática, se debe dividir el tablero en un cuarto del tablero de tamaño 2n−1 × 2n−1 que contenga el cuadrado eliminado y un trominó grande formado por los otros tres cuartos del tablero. El trominó se puede diseccionar de forma recursiva en trominós unitarios, y la hipótesis de inducción sigue una disección del cuarto de tablero con un cuadrado eliminado.
Por el contrario, cuando a un tablero de ajedrez de este tamaño se le quita una casilla, no siempre es posible cubrir las casillas restantes con I-trominós.